# Boleyn Anna (opera)
A Boleyn Anna (olaszul: Anna Bolena) Gaetano Donizetti kétfelvonásos operája (opera seria). A szövegkönyvet Felice Romani írta Marie-Joseph de Chenier Henri VIII című drámája (amelyet a Ippolito Pindemonte fordításában ismert meg) valamint Alessandro Pepoli Anna Bolena című műve alapján. A művet 1830. december 26-án mutatták be először a milánói Teatro Carcanóban. A magyarországi ősbemutatóra 1833. augusztus 29-én került sor a Pesti Városi Német Színházban.

## Szereplők
| Szereplő                       | Hangfekvés   | Az ősbemutató szereposztása |
| ------------------------------ | ------------ | --------------------------- |
| Anna Bolena (Boleyn Anna)      | szoprán      | Giuditta Pasta              |
| Enrico (VIII. Henrik)          | basszus      | Filippo Galli               |
| Giovanna (Jane Seymour)        | mezzoszoprán | Elisa Orlandi               |
| Lord Rochefort (George Boleyn) | basszus      | Lorenzo Biondi              |
| Lord Percy                     | tenor        | Giovanni Battista Rubini    |
| Smeton (Mark Smeaton)          | alt          | Henriette Laroche           |
| Hervey                         | tenor        | Antonio Crippa              |
| Udvaroncok, katonák, vadászok. |              |                             |

## Cselekménye
- Helyszín: Windsor és London
- Idő: 1536

### Első felvonás
VIII. Henrik figyelmét Jane, feleségének udvarhölgye keltette fel. Annát figyelmeztetik támogatói, hogy úgy végezhet, mint elődje, Aragóniai Katalin. A király és új szeretője titokban találkoznak. Jane ugyan hűséget érez asszonya iránt, de a trón és a hatalom iránti vágy úrrá lesz rajta és kiköti a királynak, hogy csak akkor hajlandó folytatni a viszonyt, ha királyné lehet belőle. Henrik megígéri és máris azon töpreng, hogyan szabaduljon meg feleségétől. Eszközül azt a Lord Percyt szándékozik felhasználni, aki Anna udvarlója volt Henrik előtt és akit Henrik korábban száműzetett, de most visszatérhetett. A lord első útja a királynőhöz vezet. Smeaton, a királynő hű apródja (aki maga is szerelmes Annába) őrködik az ajtó előtt, de nem tudja megakadályozni, hogy a király rajuk ne törjön embereivel. A király házasságtöréssel vádolja meg feleségét és börtönbe záratja.

### Második felvonás
Jane meglátogatja Annát és elmond mindent viszonyáról a királlyal, s arra kéri, hogy ismerje el bűnösségét, mert így talán megmentheti életét. A király bíróságot állít fel. Smeaton és Percy is úgy nyilatkoznak, hogy szerelmesek a királynéba. A bíróság megállapítja a bűntényt és mindenkit halálra ítél, de a király felajánlja Percynek a kegyelmet, de ő visszautasítja. Amíg Anna a börtönben a kivégzésre várakozik, addig a király feleségül veszi Janet.

## Híres részletek
- Non v’ha sguardo cui sia dato - Anna koloratúráriája (első felvonás)
- Tu mi lasci? - Henrik és Seymour kettőse (első felvonás)
- Ah! Cosi nei di ridenti - Percy áriája (első felvonás)
- É sgombro il loco - Smeaton cabalettaja (első felvonás)
- Vivi tu, te ne scongiuro - Percy áriája (második felvonás)
- Al dolce guidami castel natio - Anna áriája (második felvonás)

## Diszkográfia
- Beverly Sills (Boleyn Anna), Paul Plishka (VIII. Henrik), Stuart Burrows (Lord Percy), Shirley Verrett (Jean Seymour) stb.; John Alldis Kórus, Londoni Szimfonikus Zenekar, vez. Julius Rudel (1972) Brilliant Classics 93924